# Tipula octomaculata
Tipula octomaculata är en tvåvingeart som beskrevs av Evgenyi Nikolayevich Savchenko 1964. Tipula octomaculata ingår i släktet Tipula och familjen storharkrankar. Enligt den finländska rödlistan är arten nära hotad i Finland. Artens livsmiljö är friska och lundartade naturmoar. Inga underarter finns listade i Catalogue of Life.